# Steinkreis von Glassel

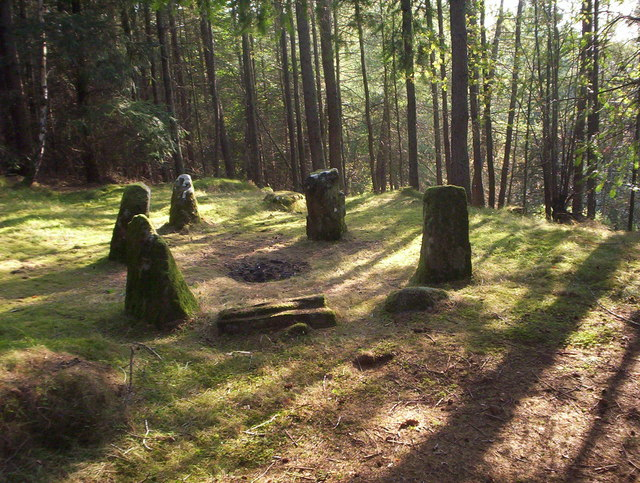
Steinkreis von Glassel mit „outlier“

Der Steinkreis von Glassel (auch Glassel House genannt) ist ein Vier-Pfosten- oder „Himmelssteinkreis“ südöstlich von Torphins und südlich der A980, in der Kynoch Plantage in Kincardineshire in Schottland.
Der Aberdeenleitfaden stellt fest, dass der Kreis als Übergangsform zwischen einem RSC-Steinkreis und einem Vier-Pfosten-Steinkreis (wie Templestone in Moray) beschrieben wurde, aber A. Burl hat ihn als Steinkreis klassifiziert.

## Beschreibung
Der ovale Steinkreis misst über alles etwa 5,5 m × 2,8 m und verfügt über fünf Steine aus rötlichem Granit in Höhen von 0,84 bis 0,99 m, der höchste steht im Südwesten. Ein Felsblock aus Diorit steht etwa 3,0 m südlich dieser Steine. Obwohl vier Steine die Ecken eines Rechtecks bilden und der fünfte als Ausreißer (englisch outlier) beschrieben wird, ist dies kein plausibler Himmelssteinkreis. Der „fünfte“ Stein ist genau so groß wie die anderen und steht nicht weiter von seinen Nachbarn entfernt als diese untereinander. Dieser Stein steht radial zu den anderen und zumindest zwei „Kreissteine“ zeigen ebene Flächen, die parallel zum „Ausreißer“ gerichtet sind.
Zwei kleine Platten liegen im Norden in der Nähe der Kreissteine, einer aus Granit und der andere aus Sandstein, der Ursprung dieser beiden Steine ist unklar. Der Kreis wurde 1902 ausgegraben, dabei wurden Holzkohle und ein Feuersteinabschlag gefunden.